# São Pedro (Angra do Heroísmo)
São Pedro ist eine portugiesische Gemeinde (Freguesia) im Kreis (Município) Angra do Heroísmo auf der Azoren-Insel Terceira. In ihr leben 3268 Einwohner (Stand 19. April 2021).

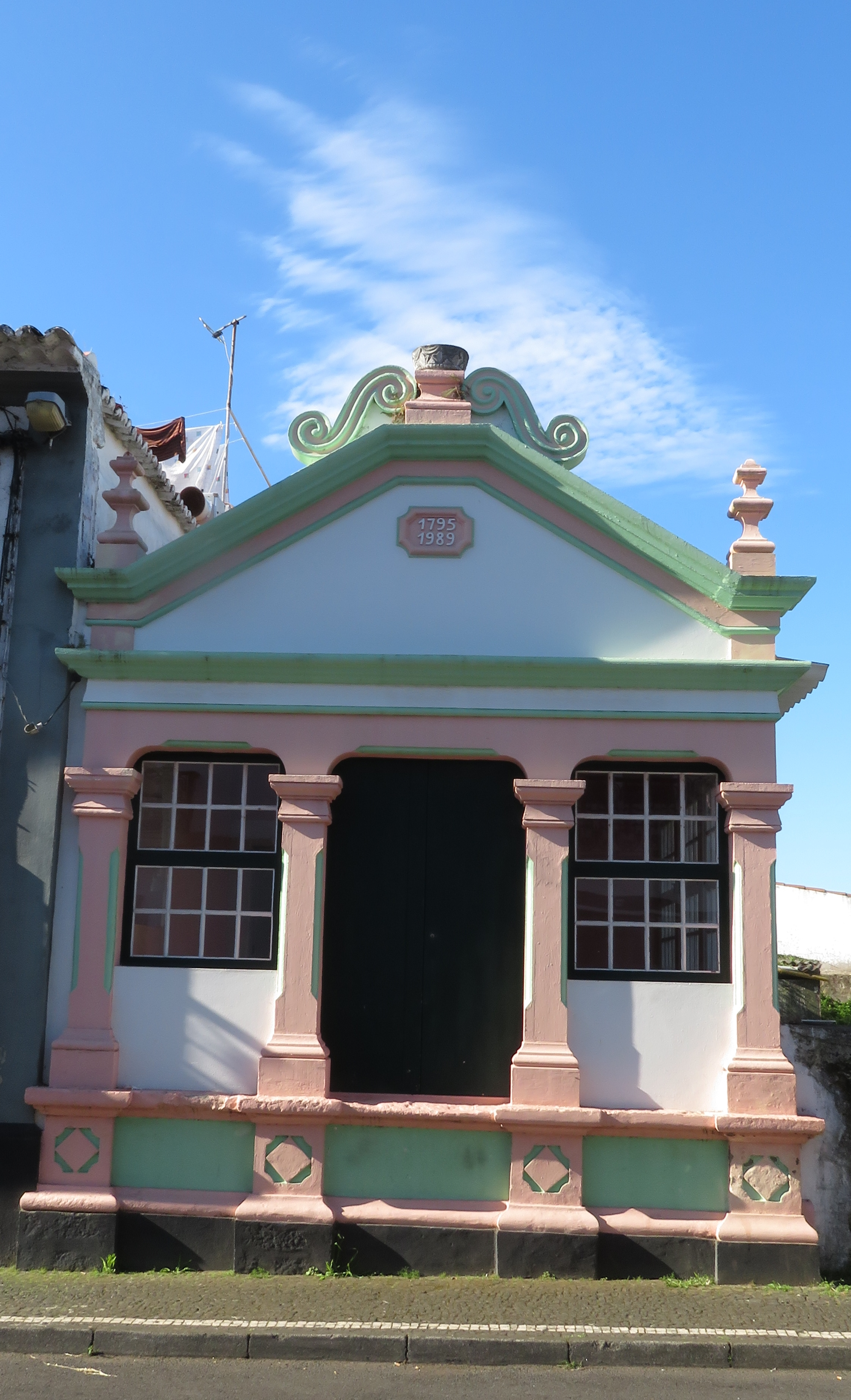
Heilig-Geist-Kapelle „Império do Espírito Santo da Rua de S. Pedro“

Eines der bekanntesten Bauwerke der Gemeinde ist die 1795 erbaute Kapelle Império do Espírito Santo da Rua de São Pedro, die als die älteste Heilig-Geist-Kapelle der gesamten Insel gilt. Der Name des Baumeisters ist nicht bekannt. Die Kapelle, die 1989 renoviert wurde, befindet sich in der Rua de São Pedro, der Hauptgeschäftsstraße der Gemeinde.